# Сонячна Долина (курорт)
Сонячна Долина — гірськолижний курорт в Чернівецькій області в селі Бояни. Гірськолижний комплекс «Сонячна Долина» спеціально розроблений для родинного відпочинку та лижників-початківців. Також у «Сонячній долині» часто проводять різні тренінги, семінари та конференції.

## Розташування
Курорт розташований в селі Бояни за 15 кілометрів від міста Чернівці. На дорозі національного значення Н-03 перед селом Бояни зі сторони міста є вказівник, що вказує дорогу до «Сонячної долини».
Відстань з Кам'янець-Подільського до «Сонячної долини» становить 80,9 км, що приблизно у дорозі 1 год 17 хв.

## Інфраструктура
В'їзд на територію комплексу «Сонячна долина» для транспорту платний.
Всі траси освітлені, а найнебезпечніші ділянки обгороджені спеціальними сітками. Працює медпункт та прокат лижного спорядження.

### Траси
- 3 «червоних» траси 580–750 м;
- 4 «синіх» траси 950–1900 м;
- 2 навчальних траси 150–220 м;
- 1 траса для сноутюбінга — 420 м.

### Види витягів
- тримісний крісельний витяг — 1050 м
- Гондольний витяг — 1100 м
- Бугельний витяг — 890 м
- Бугельний витяг — 780 м
- Бугельний витяг — 300 м
- Навчальний витяг — 140 м

## Світлини

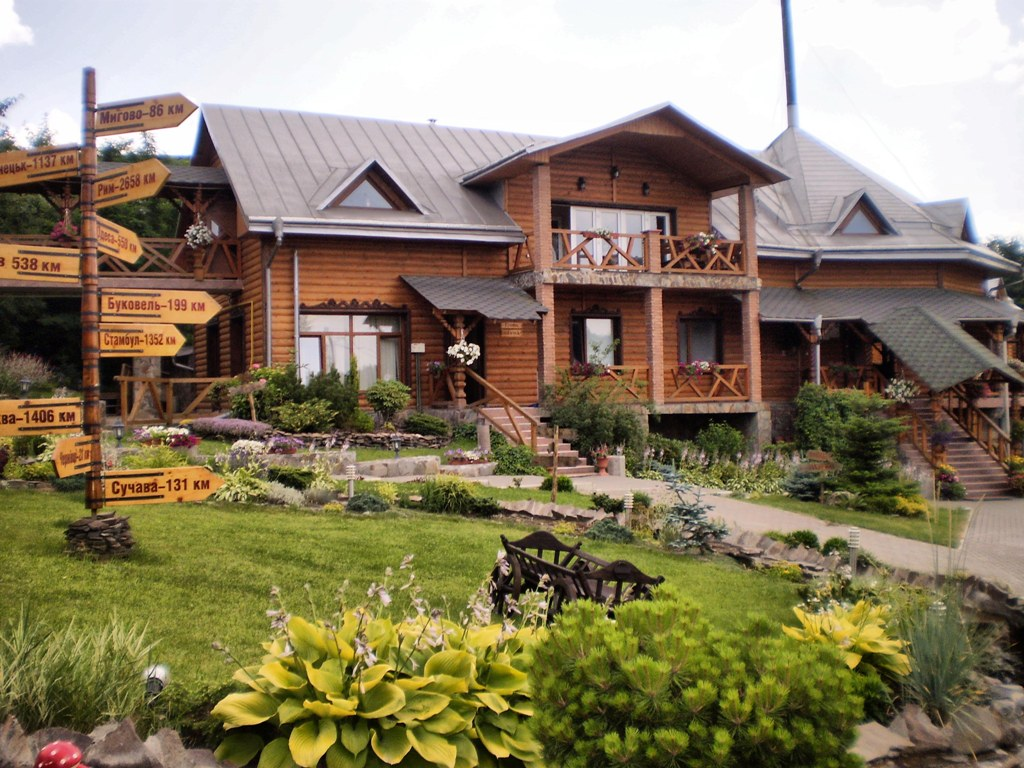
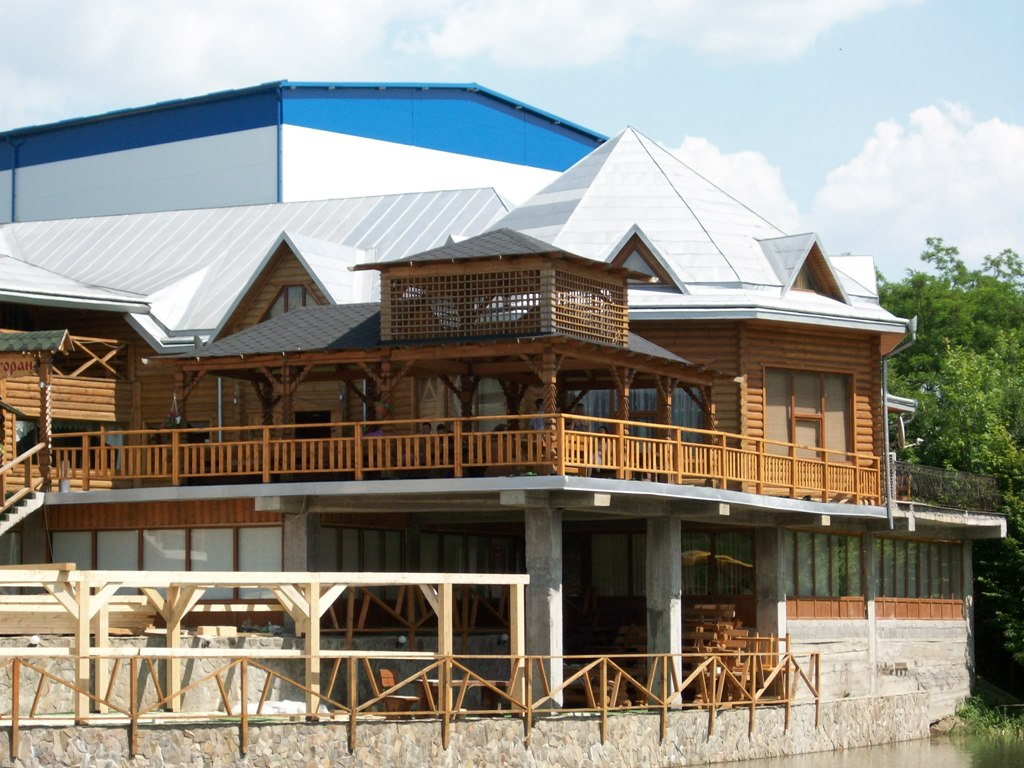
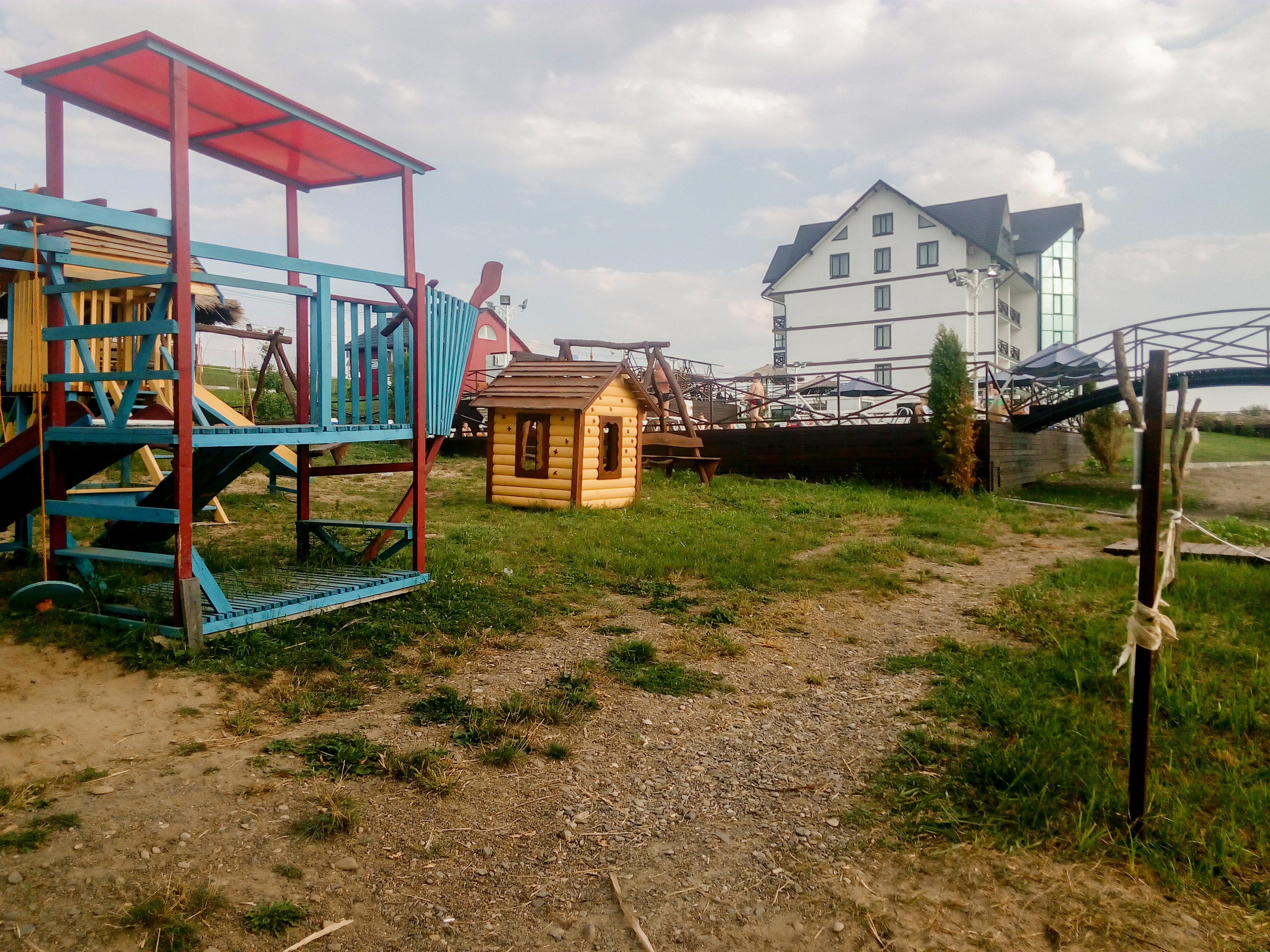